# الكتلة في النسبية الخاصة

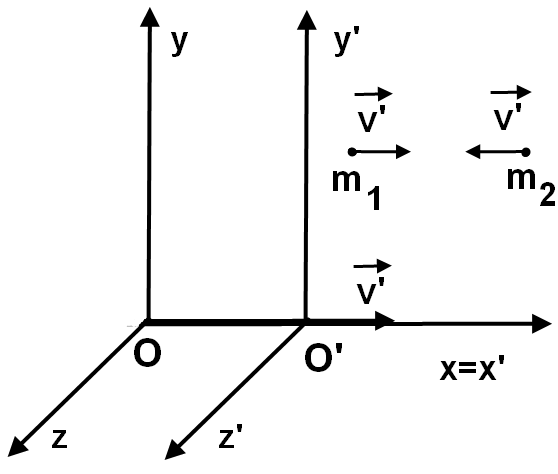
صورة الرومز التوضحية الكتلة في النسبية الخاصة

في النسبية الخاصة، كلمة «كتلة» لها معنيان: فهي تكون كتلة ساكنة (كتلة ثابتة)؛ وهي كمية غير متغيرة تكون ثابتة لكل المراقبين في جميع الأطر المرجعية، بينما تعتمد الكتلة النسبوية على سرعة المراقب. طبقًا لمبدأ تكافؤ كتلة-طاقة، فإن الكتلة الساكنة والكتلة النسبوية مكافئان للطاقة الساكنة والطاقة الكلية للجسم، على الترتيب. لا يُستخدم مصطلح الكتلة النسبوية كثيرًا في الفيزياء النووية وفيزياء الجسيمات وعادة ما يتجنبه الكتاب في النسبية الخاصة مفضلين استخدام مصطلح الطاقة الكلية للجسم. وعلى النقيض، يُفضل مصطلح «كتلة ساكنة» عادةً على مصطلح «طاقة ساكنة». يتحدد القصور الذاتي المقاس والانجذاب الثقلي لجسم ما في إطار مرجعي معين من كتلته النسبوية، وليس بواسطة كتلته الساكنة فحسب. على سبيل المثال، قيمة الكتلة الساكنة للضوء هي صفر، ولكنها تساهم في القصور الذاتي (والوزن في حقل الجاذبية) لأي جملة تحتويه.
لمناقشة الكتلة في النسبية العامة، انظر مقال الكتلة في النسبية العامة. ولمناقشة عامة بخصوص الكتلة في الميكانيكا النيوتنية، انظر المقال عن الكتلة.

## المصطلحات
يشير مصطلح الكتلة في النسبية الخاصة عادة إلى الكتلة الساكنة للجسم، وهي الكتلة النيوتنية التي يقيسها مراقب يتحرك بنفس سرعة الجسم. الكتلة الثابتة هي اسم آخر للكتلة الساكنة للجسيمات الأحادية. لا ترتبط الكتلة الثابتة (والتي تُحسب بصيغة أكثر تعقيدًا) ارتباطًا وثيقًا بالكتلة الساكنة لجملة ما. وبالتالي، فالكتلة الثابتة هي وحدة طبيعية للكتلة تستخدم في النظم التي تُعايَن من إطار مركز زخم الحركة الخاص بها. لذلك عندما يُزن أي جملة مغلقة (على سبيل المثال زجاجة من الغاز الساخن) والذي يتطلب أن يجري القياس في إطار مركز زخم الحركة حيث لا يوجد زخم صافٍ للجملة. تحت هذه الظروف، تتساوى الكتلة الثابتة مع الكتلة النسبوية (سيُناقش لاحقًا) وهي إجمالي طاقة الجملة مقسومة على مربع سرعة الضوء.
لا يتطلب مبدأ الكتلة الثابتة جملة محدودة من الجسيمات. كذلك، يمكن تطبيقه على جملة من الجسيمات غير المحدودة التي تتحرك بسرعة نسبية كبيرة. وبسبب ذلك، يُستخدم كثيرًا في فيزياء الجسيمات للأنظمة التي تتكون من جسيمات ذات طاقة مرتفعة متفرقة على نطاق واسع. إذا اشتُقت مثل هذه الأنظمة من جسيمات منفردة، فإن حساب الكتلة الثابتة لتلك الأنظمة، وهي كمية ثابتة، ستعطينا الكتلة الساكنة للجسيمات الأساسية (لأنها تبقى عبر الزمن).
في كثير من الأحيان يكون من الملائم في الحساب أن الكتلة الثابتة للجملة هي إجمالي طاقة الجملة مقسومة على مربع سرعة الضوء في إطار مركز زخم الحركة، حيث يكون القصور الذاتي للجملة -بالتعريف- مساويًا للصفر. ولكن بما أن الكتلة الثابتة لأي جملة هي أيضًا نفس الكمية في جميع أطر القصور الذاتي، فهي كمية تُقاس أيضًا من الطاقة الإجمالية في إطار مركز زخم الحركة، ثم تستخدم لحساب طاقات الجملة والزخم في الأطر الأخرى حيث لا يكون الزخم مساويًا للصفر، وبالضرورة سيكون إجمالي طاقة الجملة قيمةً مختلفةً مقارنة بتلك في إطار مركز زخم الحركة. كما هو الحال في الطاقة وزخم الحركة، الكتلة الثابتة لا تفنى ولا تتغير، ولكنها تبقى طالما أن الجملة مغلقة أمام جميع المؤثرات. (المصطلح التقني هو جملة معزولة، ما يعني أن حدودًا مثالية قد رسمت حول الجملة، ولا يسمح بدخول أو خروج الطاقة والكتلة عبرها).
أحيانًا يستخدم مصطلح الكتلة النسبوية، وهي مجموع الكمية الإجمالية للطاقة في جسم أو جملة (مقسومة على مربع سرعة الضوء). كما يُرى من إطار مركز زخم الحركة، الكتلة النسبوية هي ذاتها الكتلة الثابتة كما ذكرنا سابقًا (طالما أن الطاقة النسبوية لجسيم منفرد مماثلة لكتلته الساكنة، حين يُرصد من إطاره الساكن). بالنسبة للإطارات الأخرى، تشمل الكتلة النسبوية (لجسم أو جملة من الأجسام) مساهمة من طاقة الحركة الصافية للجسم (الطاقة الحركية لمركز كتلة الجسم)، وهي تزداد كلما ازدادت سرعة الجسم. وبالتالي، على عكس الكتلة الثابتة، تعتمد الكتلة النسبوية على الإطار المرجعي للراصد. ولكن بالنسبة للإطارات المرجعية المنفردة والنظم المعزولة، تُستبقى الكتلة النسبوية أيضًا.
على الرغم من تقديم بعض المؤلفين للكتلة النسبوية على أنها مبدأ تأسيسي في النظرية، يجادل البعض حول خطأ ذلك الطرح، إذ إن أسس النظرية ترتبط بالزمكان. هناك عدم اتفاق بشأن كون المبدأ مفيد من الناحية التدريسية. لا يبدو أن اعتبار الكتلة كخاصية للجسم من الميكانيكا النيوتنية يصف علاقته الدقيقة للمفهوم في النسبية. ذكر جون روشي، المحاضر في جامعة أوكسفورد، أن الكتلة النسبوية لا يُشار إليها في فيزياء النواة والجسيمات، وأن نسبة 60% ممن يكتبون عن النسبية الخاصة لا يتناولونه.
إذا احتوى صندوق ساكن على عدد من الجسيمات، فإنه يزن أكثر في إطاره الساكن كلما ازدادت سرعة جسيماته. تضيف كل الطاقات داخل الصندوق إلى كتلته (بما في ذلك الطاقة الحركية للجسيمات)، لذلك فالطاقة الحركية للجسيمات تساهم في كتلة الصندوق. ولكن إذا كان الصندوق نفسه يتحرك (وبالتالي يتحرك مركز كتلتها)؛ هنا يظهر السؤال فيما إذا كانت الطاقة الحركية للحركة إجمالًا يجب أن تؤخذ في حساب كتلة الجملة. تُحسب الكتلة الثابتة بدون الطاقة الحركية للجملة ككل (التي تحسب باستخدام سرعة الصندوق وحدها، والتي يمكن أن نقول إنها سرعة مركز كتلة الصندوق)، بينما تحسب الكتلة النسبوية شاملةً الكتلة الثابتة إضافة إلى الطاقة الحركية للجملة، والتي تُحسب من سرعة مركز الكتلة.
تعتبر الكتلة النسبوية والكتلة الثابتة مبادئ تقليدية في الفيزياء، ولكن الكتلة النسبوية ترمز إلى الطاقة الإجمالية. الكتلة النسبوية هي كتلة الجملة كما لو كانت لتُقاس بالميزان، ولكن في بعض الحالات (مثل الصندوق المذكور سابقًا) تبقى تلك الحقيقة صحيحة فقط لأن الجملة ككل يجب أن تبقى في سكون لكي يُوزن (لا بد أن يكون زحم حركتها معدومًا، حيث يكون القياس في إطار مركز الزخم الحركي). على سبيل المثال، إذا تحرك إلكترون داخل مسرّع دوراني بسرعة نسبوية، تزداد كتلة الجملة المكونة من المُسرّع والإلكترون بزيادة الكتلة النسبوية للإلكترون لا كتلته الساكنة. ينطبق ذلك أيضًا على أي جملة مغلقة، مثل الإلكترون والصندوق، إذا كان الإلكترون يرتد بسرعة هائلة داخل الصندوق. إن ما يسمح «بوزن» طاقة الحركة للإلكترون هو فقط نقص زخم الحركة الإجمالي للجملة (زخم الحركة للجملة يساوي صفر). إذا توقف الإلكترون ووُزن، أو تمكّنا من جعل الميزان بشكل ما يتتبع الإلكترون، فإنه لن يكون متحركًا بالنسبة للميزان، ومرة أخرى ستكون الكتلة النسبوية هي نفس الكتلة الساكنة للإلكترون (وربما تكون أصغر). بشكل عام، تتساوى الكتلة النسبوية والكتلة الساكنة في الأنظمة حيث لا يوجد زخم حركة صافٍ، ويكون مركز ثقل الجملة في سكون، وإلا ستختلف الكتلتان.
تتناسب الكتلة الثابتة مع قيمة الطاقة الإجمالية في أحد الأطر المرجعية، حيث يكون الجسم بالكامل في حالة سكون داخل ذلك الإطار (بالنسبة لمركز الكتلة)، لذلك تكون الكتلة الثابتة هي نفس الكتلة الساكنة بالنسبة للجسيمات المنفردة. ولكن الكتلة الثابتة تمثل أيضًا الكتلة المقاسة عندما يكون مركز الكتلة في سكون للأنظمة متعددة الجسيمات. يطلق على الإطار المحدد حيث يحدث ذلك اسم إطار مركز زخم الحركة، ويُعرّف بالإطار القصوري الذاتي حيث يكون مركز كتلة الجسم في سكون (بعبارة أخرى؛ هو الإطار حيث يكون مجموع زخم الحركة لأجزاء الجملة مساويًا للصفر).